# Cabeço Gordo
Der Cabeço Gordo, in freier Übersetzung aus dem Portugiesischen fetter Kopf, ist der höchste Berg der Insel Faial, Azoren. Er gehört zur Gemeinde Capelo.
Der Kraterrand des Vulkans erhebt sich bis auf 1043 m Höhe, die Caldeira hat einen Durchmesser von 2 km und der Talkessel fällt steil 400 m ab. Dieser Hauptkrater prägt die Insel Faial, ist aber nur Teil eines in westliche Richtung wandernden Herdes. Der letzte Ausbruch ereignete sich 1957/58, wodurch der 2,4 km² große Capelinhos entstand.
Ein ca. 7 km langer Wanderweg führt auf dem Kraterrand um die Caldeira herum. Der Startpunkt ist mit dem Auto erreichbar. Mit einem kleinen Umweg ist auch der Gipfel des Cabeço Gordo erreichbar. Der Abstieg in die Caldeira ist nur mit einem akkreditierten Führer erlaubt.